# Pag
Zadar.

## de la ciudad fue de 3 846 habitantes, distribuidos en las siguientes localidades:[1]
- Bošana - 41
- Dinjiška - 137
- Gorica - 90
- Košljun - 47
- Miškovići - 59
- Pag - 2 849
- Smokvica - 55
- Stara Vas - 90
- Šimuni - 165
- Vlašići - 271
- Vrčići - 41

| Gráfica de población de Pag 1857-2011                               |
|                                                                     |
| Según los censos de población de la oficina estadística de Croacia. |